# كأس الاتحاد 1994
كأس الاتحاد 1994  هو الموسم 32 من  كأس فيد. أقيم خلال الفترة 18 يوليو 1994 وحتى 24 يوليو 1994، وفاز فيه منتخب إسبانيا لكأس فيد.